# The sculpture garden
The sculpture garden is de vijfde samenwerking tussen Gert Emmens en Ruud Heij, beiden vanuit de elektronische muziek.

## Inleiding
Inspiratie voor dit album werd gevormd door een of meerdere bezoeken in 2008 aan het Kröller-Müller Museum. Zes langdurig opgestelde kunstwerken uit de beeldentuin maakte zoveel indruk dat Emmens en Heij er hun muziek op baseerden. Zoals daarvoor en daarna lopen lange melodielijnen over sequencerrtimes heen. Opnamen vonden tussen 2008 en 2011 plaats in de geluidsstudio van Heij in Utrecht; aanvullende opnamen in de studio van Emmens in Arnhem in maart tot juli 2011.

## Musici
- Gert Emmens, Ruud Heij – veelal analoge synthesizers en elektronica

## Muziek
| Nr. | Titel                                     | Duur  |
| --- | ----------------------------------------- | ----- |
| 1.  | Rocky lumps (Emmens en Heij)              | 10:33 |
| 2.  | Needle tower (Emmens en Heij)             | 11:45 |
| 3.  | Pallisade (Emmens en Heij)                | 8:04  |
| 4.  | Jardin d’email (Emmens en Heij)           | 14:15 |
| 5.  | Concetto spaziale natura (Emmens en Heij) | 10:53 |
| 6.  | Phyllotaxis (Emmens en Heij)              | 15:19 |

## Afbeeldingen

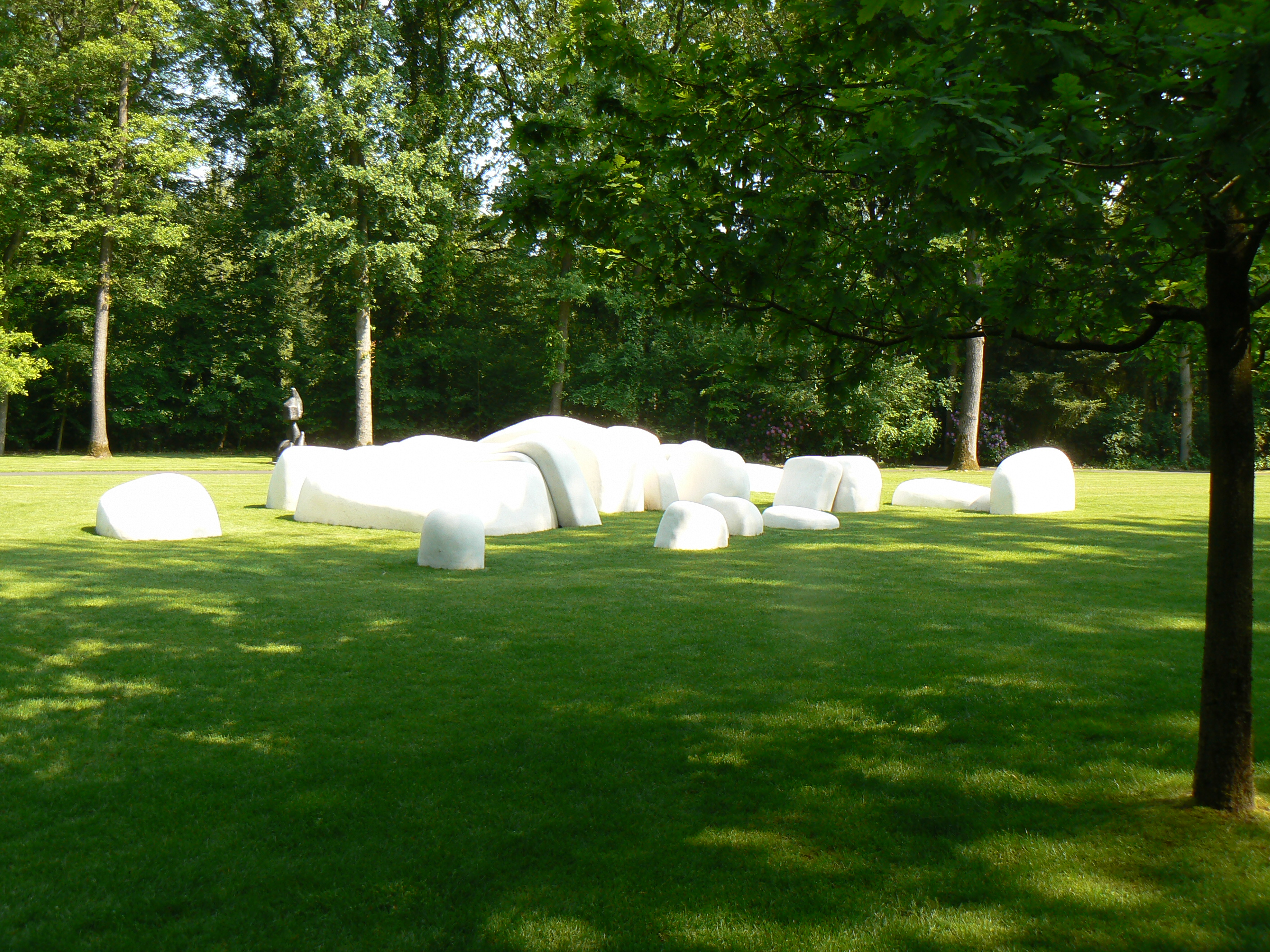
Rocky lumps van Tom Claassen (mei 2008)
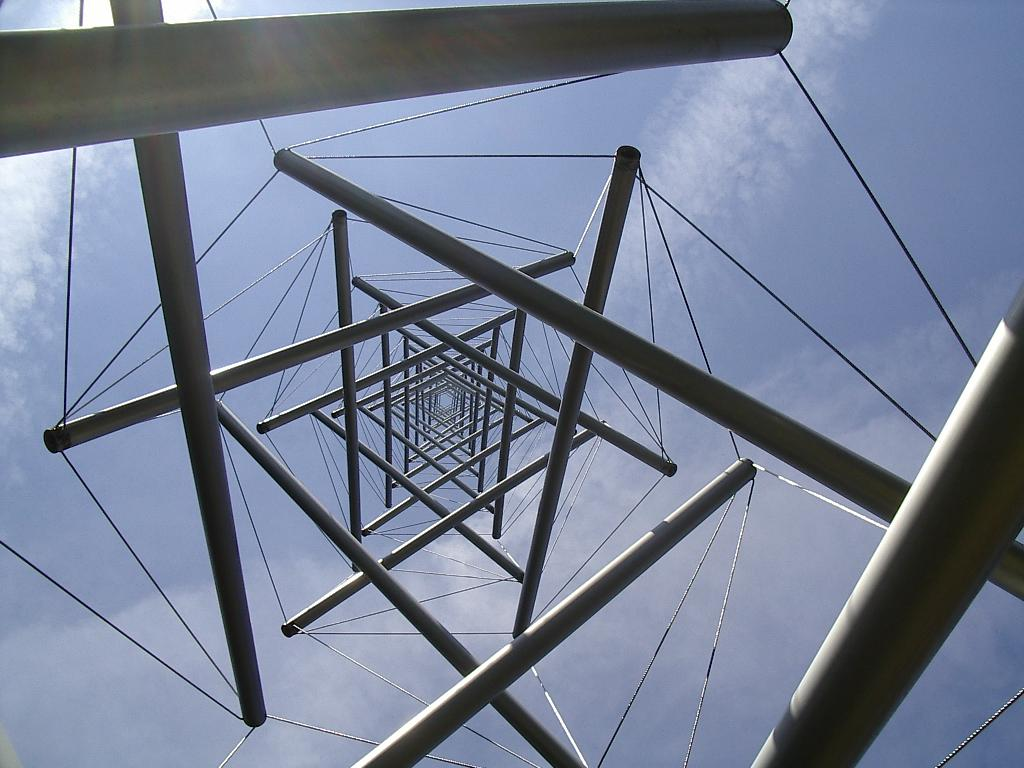
Needle tower van Kenneth Snelson (juli 2006)
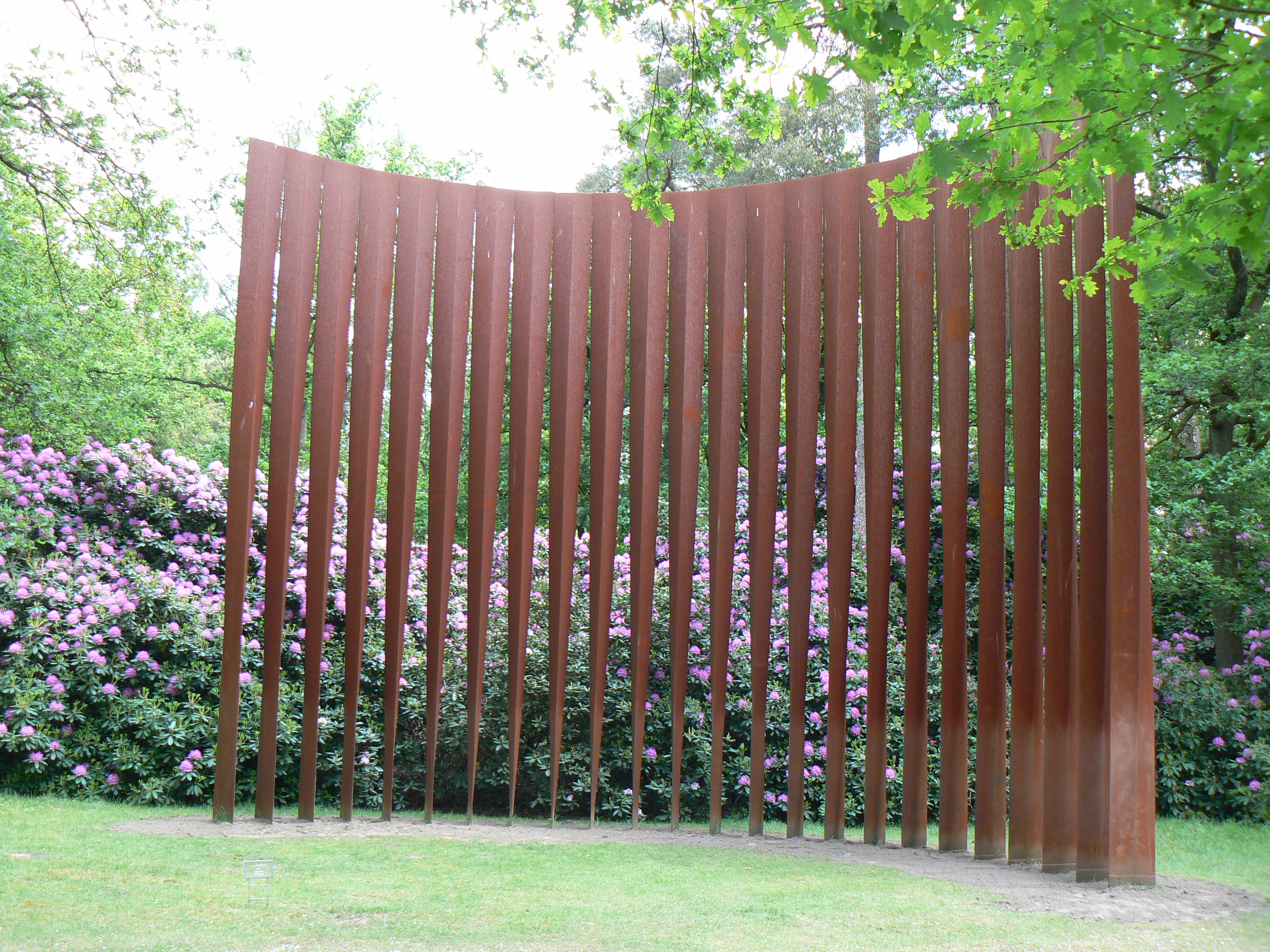
Pallisade van Evert Strobos (mei 2008)
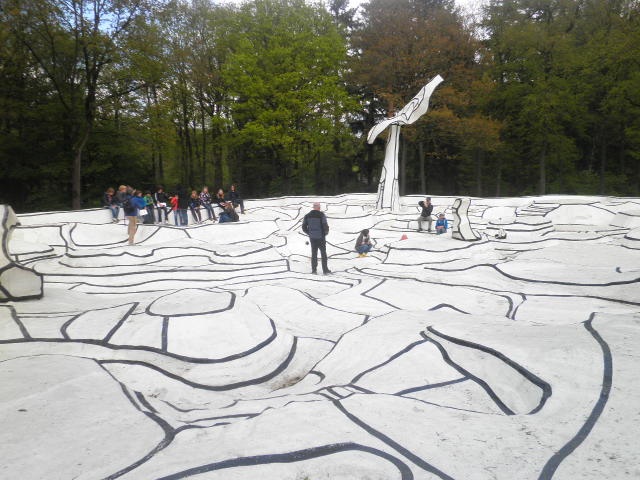
Jardin d’émail van Jean Dubuffet (mei 2012)
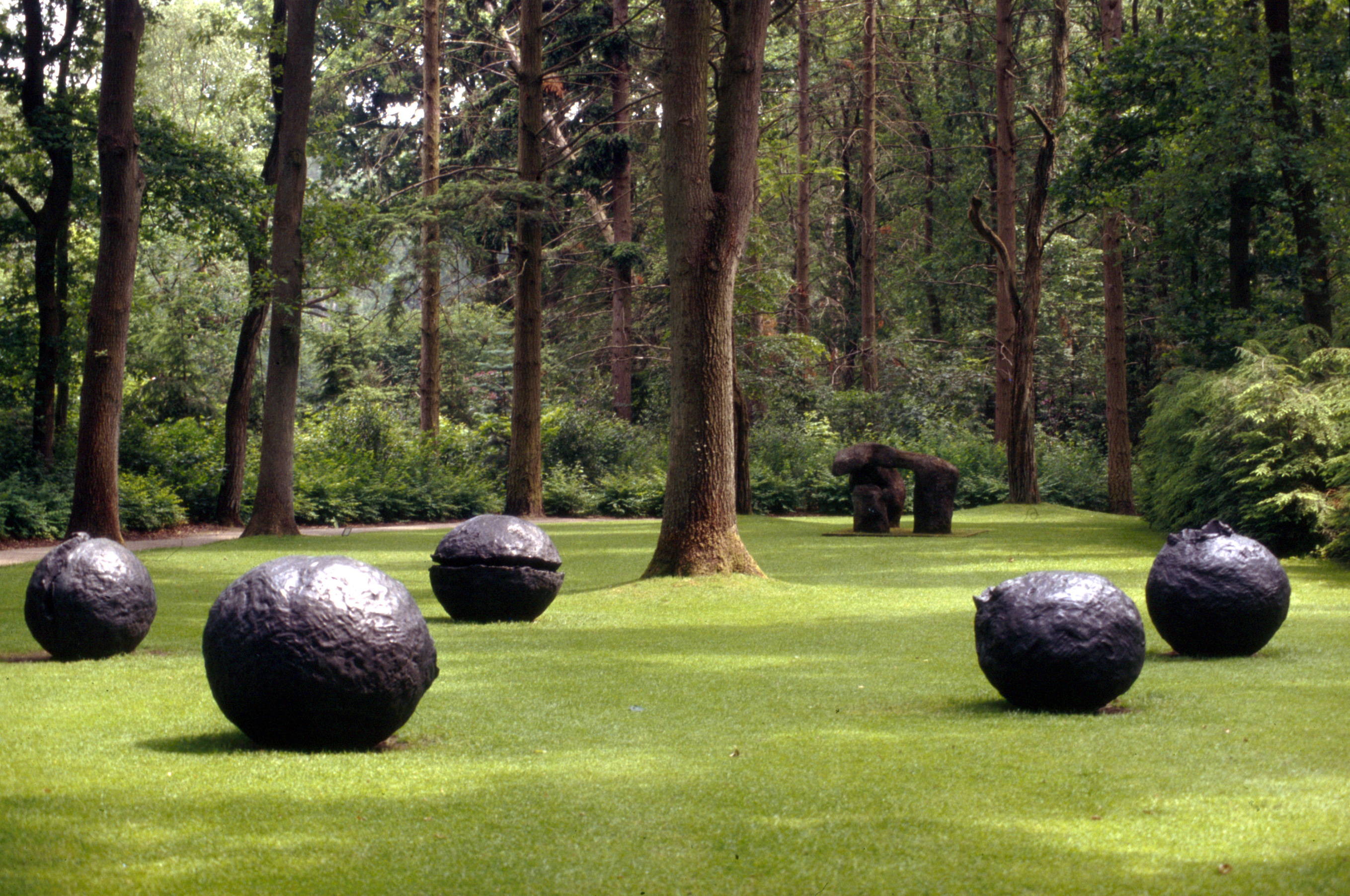
Concetto spaziale natura van Lucio Fontana (september 1990)
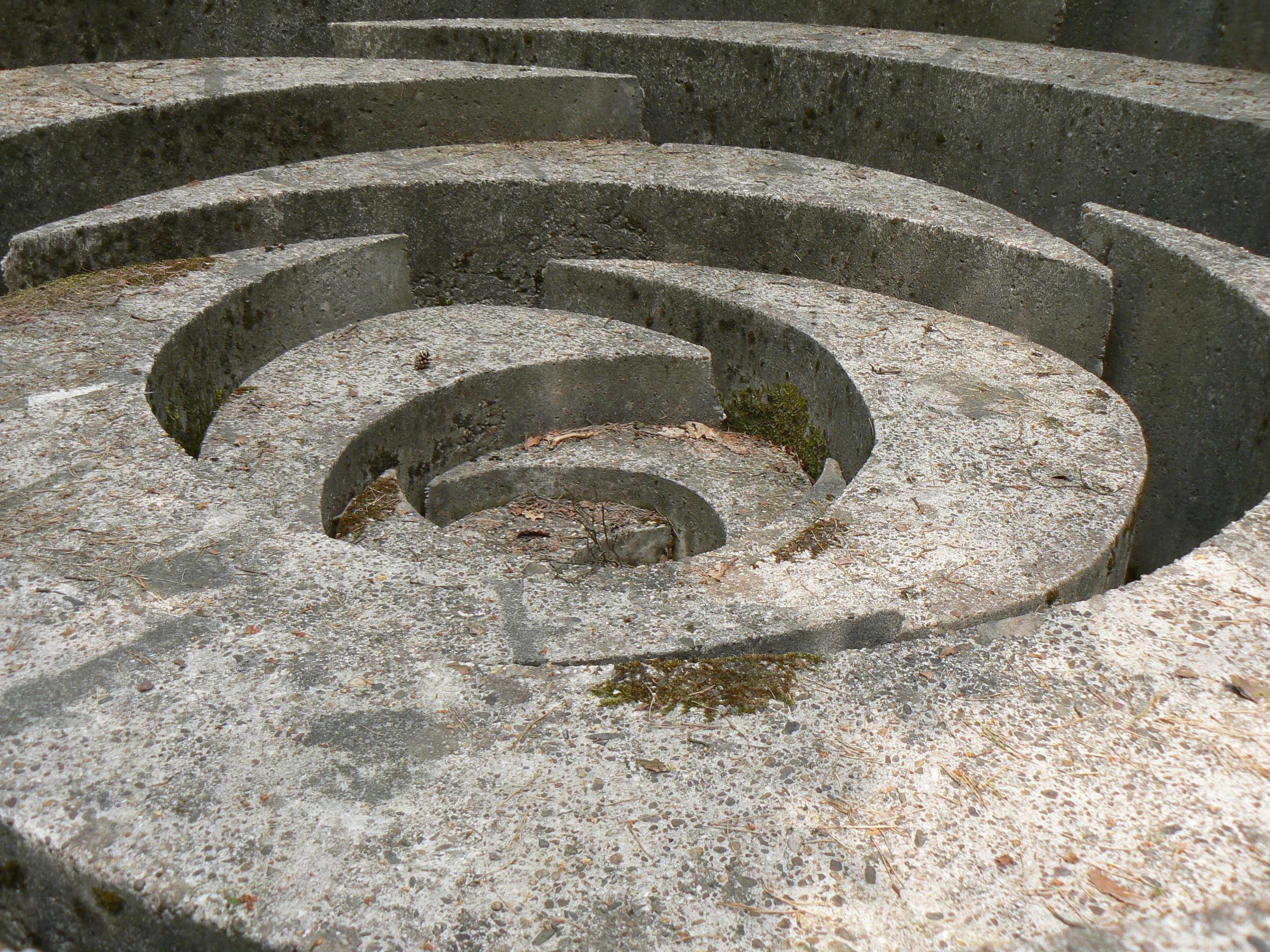
Phyllotaxis van Sjoerd Buisman (mei 2008)